# Маделејн Монтањо
Маделејн Монтањо (шп. Madelaynne Montaño; Тулуа, 6. јануар 1983) је колумбијска одбојкашица која игра на позицији примача сервиса. Тренутно је члан пољског тима Хемик Полице и репрезентације Колумбије. У сезони 2012/13. била је најбољи поентер Лиге шампиона и најкориснији играч Првенства Јужне Америке. Освојила је шампионате Јужне Кореје, Азербејџана и Турске, и друго место у Лиги Шампиона и Светском клупском првенству.

## Клупски успеси
- Светско клупско првенство: Финалиста 2012.
- Лига шампиона: Финалиста 2013.
- Првенство Јужне Кореје: Победник 2010. и 2012.
- Првенство Азербејџана: Победник 2013.
- Првенство Турске: Победник 2015
- Куп Турске: Победник 2015.
- Суперкуп Турске: Победник 2015.
- Суперкуп Пољске: Победник 2015.

## Индивидуална признања
- Најбољи поентер првенства Јужне Америке 2011.
- Најбољи поентер и нападач лиге Јужне Кореје 2012.
- Најбољи поентер Лиге шампиона 2013.
- МВП првенства Азербејџана 2013.
- МВП првенства Јужне Америке 2013.